# Махмудов Олександр Гафарович
Махмудов Олександр Гафарович (1949 — 2005) — український політик і підприємець, доктор економічних наук. Голова Донецької міської ради.

## Життєпис
Працював завідувачем кафедри Донецького державного політехнічного інституту.
Голова Донецької міської Ради народних депутатів та голова виконавчого міського комітету (1990—1992). Притримувався демократичних поглядів. Президент інвестиційної компанії «Діком».

## Окремі праці
- Экономика Украины: проблемы на пути преобразований [Текст] / А. Г. Махмудов [и др] ; Промышленно- инвестиционная корпорация УКРПРОМ, Донецкая гос. академия управления. — Донецк: Кассиопея, 1999. — 161 с.[4]
- Махмудов А. Г. Управление инвестиционными процессами в период выхода экономики из рецессии [Текст]: Дис… д-ра экон. наук: 08.02.03 / Махмудов Александр Гафарович ; Центр исслед. науч.-техн. потенциала и истории науки им. Г. М. Доброва НАН Украины. — К., 2001. — 444 л.
- Махмудов О. Г. Управління інвестиційними процесами в період виходу економіки з рецесії [Текст]: Автореф. дис… д-ра екон. наук: 08.02.03 / Махмудов Олександр Гафарович ; НАН України, Ін-т екон. прогнозування. — К., 2001. — 33 с.